# Iglesia de San Bernabé (Newark)
La Iglesia Episcopal de San Bernabé (en inglés, St. Barnabas' Episcopal Church) está ubicada en Newark (Estados Unidos). El edificio fue construido en 1864 y se agregó al Registro Nacional de Lugares Históricos el 18 de octubre de 1972. El complejo se encuentra en el triángulo formado por la calle Warren y las avenidas Sussex y Roseville. 

## Historia
La historia de la iglesia comienza con el primer servicio, celebrado en una casa el 1 de septiembre de 1852. Al año siguiente, la iglesia estaba completamente organizada.
El primer edificio era de madera y se inauguró oficialmente en 1855. En 1862 este sufrió un incendio catastrófico y en 1864 fue remplazado por un templo de piedra, que se inauguró el día de San Bernabé. La rectoría se construyó en 1869 y la casa parroquial en 1889.
La iglesia cerró en 2012 debido a la disminución en el número de feligreses y al impacto que esto tuvo en las finanzas de la organización.

## Arquitectura
La iglesia tiene un techo empinado de tejas y paredes de piedra rojiza en unión irregular. Su característica más sobresaliente es el equilibrio del crucero y la nave, que tienen las mismas dimensiones, y la orientación del conjunto con respecto a la calle.